# یواس‌اس آلفا (اس‌پی-۵۸۶)
یواس‌اس آلفا (اس‌پی-۵۸۶) (به انگلیسی: USS Alpha (SP-586)) یک کشتی بود که طول آن ۵۶ فوت (۱۷ متر) بود. این کشتی در سال ۱۹۱۱ ساخته شد.